# Rockwood (Illinois)
Rockwood es una villa ubicada en el condado de Randolph en el estado estadounidense de Illinois. En el Censo de 2010 tenía una población de 42 habitantes y una densidad poblacional de 76,49 personas por km².

## Geografía
Rockwood se encuentra ubicada en las coordenadas 37°50′13″N 89°41′30″O / 37.83694, -89.69167. Según la Oficina del Censo de los Estados Unidos, Rockwood tiene una superficie total de 0.55 km², de la cual 0.55 km² corresponden a tierra firme y (0%) 0 km² es agua.

## Demografía
Según el censo de 2010, había 42 personas residiendo en Rockwood. La densidad de población era de 76,49 hab./km². De los 42 habitantes, Rockwood estaba compuesto por el 100% blancos, el 0% eran afroamericanos, el 0% eran amerindios, el 0% eran asiáticos, el 0% eran isleños del Pacífico, el 0% eran de otras razas y el 0% pertenecían a dos o más razas. Del total de la población el 0% eran hispanos o latinos de cualquier raza.